# سلبوغة صهباء
سلبوغة صهباء (الاسم العلمي:Solpuga rufescens) هي نوع من العنكبوتيات يتبع جنس السلبوغة من الفصيلة السلبوغية.